# Birgit Hageby
Birgit Margareta Hageby, född 15 augusti 1949 i Norrköping, död 18 november 2021 i Stockholm, var en svensk dramatiker, manusförfattare och skådespelare.

## TV och film
- 1989 – Ture Sventon privatdetektiv (manus och regiassistent)
- 1991 – T. Sventon och fallet Isabella (manus och regiassistent)
- 1993 – Tomtemaskinen (manus, regiassistent och berättare)